# Приключения двух друзей
«Приключе́ния дву́х друзе́й» — повесть-сказка Станислава Мальцева для детей о приключениях двух кукольных человечков, попавших в Страну Кошек.

## Сюжет
Шестилетняя девочка Маринка приходит с мамой в магазин «Детский мир». Там ей мама покупает кукольного мальчика в очках, которого Маринка назвала Умнюшкиным. Среди других игрушек, Умнюшкин считался самым умным — ведь он уже читал учебник физики для шестого класса! 

Маринка весь вечер играла с Умнюшкиным. Ночью Умнюшкин решил сбежать от Маринки обратно в магазин. Он взял у одной из кукол игрушечный зонтик и прыгнул с ним из форточки. 

На улице Умнюшкин познакомился с другим кукольным человечком, который застрял в листве дерева, погнавшись за кошкой. Умнюшкин помог ему слезть и, убедившись, что человечек очень хитрый, придумал ему имя Хитрюшкин.

Побежав за одной из кошек, друзья попали в подвал, через который попали в Страну Кошек, где было всё так же как у людей, но меньшего размера. Если страна сказочная, то всё там было сказочным — разговаривающие кошки, деревья, на которых вместо фруктов росли… сосиски!

И всё бы ничего, но Страну Кошек завоевали злые псы из соседней Страны Собак. Они запретили котам есть сосиски с деревьев, а вместо этого сами собирали их и продавали в других странах. 

Попав в Страну Кошек, Умнюшкин и Хитрюшкин познакомились там с котёнком Авоськой. Авоська жил с дедушкой и двумя братьями: котятами Сосилапом и Лапососом. Папу Авоськи схватили псы-стражники и заточили в тюрьму. Друзей-человечков возмутили порядки, царившие в стране. Они, вместе с Авоськой, отправляются на поиски его папы. 

Много пришлось испытать друзьям: и нападения псов-стражников, и коварство кота-старосты, и хитрость первого министра шакала Гита. Но, разумно применив хитрость Хитрюшкина, ум Умнюшкина, доброту котёнка Авоськи и помощь котов-партизанов, им удаётся прогнать злых собак из Страны Кошек.